# Kolonialpolitisches Amt der NSDAP
Das Kolonialpolitische Amt der NSDAP (KPA) war einer der Hauptakteure  des Deutschen Kolonialismus in der Zeit des Nationalsozialismus. Es wurde 1934 gegründet und hatte die Aufgabe, Planungen zur erneuten Inbesitznahme der ehemaligen deutschen Kolonien zu erstellen. Nachdem das Amt zu Beginn des Zweiten Weltkrieges an Bedeutung gewonnen hatte, wurde es nach der militärischen Wende 1943 aufgelöst.

## Anfänge
Es gab mehrere Vorgängerorganisationen für kolonialpolitische Fragen in der NSDAP. Zuletzt gab es ein Kolonialreferat des Wehrpolitischen Amtes der Partei beim Stab der Obersten SA-Führung. Dieses ging 1934 im Kolonialpolitischen Amt auf, das zunächst für alle kolonialpolitischen und -wirtschaftlichen Fragen Richtlinien und Weisungen für die Partei und deren Presse herausgab und die erneute Inbesitznahme der früheren Kolonien einplante. Damit sollten Anhänger und Revisionisten der Kolonialpolitik für das Regime gewonnen werden. Leiter des Amtes wurde der Reichsstatthalter in Bayern Franz Ritter von Epp.
Über die frühe Entwicklung des Amtes existieren nur wenige Quellen. Der Hauptsitz war bei der Reichsleitung der NSDAP im Braunen Haus in München. Die Planungsabteilung wurde 1936 nach Berlin verlegt. Der Grund war die bessere Zusammenarbeit mit dem Kolonialreferat im Auswärtigen Amt. Eigene Haushaltsmittel besaß das Amt zunächst nicht. Es bekam seine Mittel auf ein „Kolonial-Sonderkonto“ von verschiedenen staatlichen Stellen und von der Partei zugewiesen. Ein erheblicher Teil der führenden Generalreferenten übte diese Funktion nebenamtlich aus. Nur ein kleiner Teil waren hauptamtliche Mitarbeiter.

## Ausbau

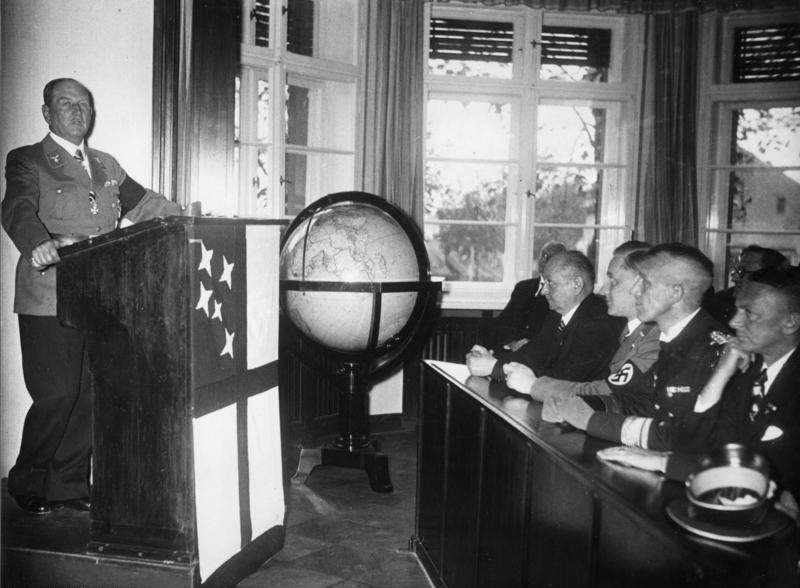
Eröffnung des Kolonialpolitischen Schulungshauses in Ladeburg-Bernau (Redner: Franz von Epp, sitzend von r.n.l. Stabsamtsleiter Wenig, Konteradmiral Fuchs und Reichsamtsleiter Scheidt)

Der Versuch Epps, durch eine Eingabe an Adolf Hitler 1938 das Amt zu einem staatlichen Reichskolonialamt umzuwandeln, scheiterte. Allerdings wurde das Aufgabenspektrum erweitert. Das Amt sollte eine neue Kolonialverwaltung vorbereiten, während die Gewinnung der Kolonien selbst in der Zuständigkeit des Auswärtigen Amtes fallen sollte. Im Jahr 1940 wurden alle Reichsbehörden angewiesen, das kolonialpolitische Amt zu unterstützen. Durch den Bedeutungsgewinn des Amtes stieg auch die finanzielle Ausstattung. Im Jahr 1940 lagen die vorgesehenen Ausgaben bei über 870.000 Reichsmark. Dies bedeutete eine Steigerung um 555 %.
Auch die innere Struktur wandelte sich. Das Amt gliederte sich in eine Teilorganisation für die Partei in München und eine Teilorganisation für den Staat in Berlin. Dieses Kolonialpolitische Amt/Staat hatte vier Abteilungen und etwa 260 Beschäftigte. Davon gehörten 36 Beamte dem höheren Dienst und 44 Beamte dem gehobenen und mittleren Dienst an. Hinzu kamen 129 Arbeiter und Angestellte sowie 50 nebenamtlich Beschäftigte. Leiter war der frühere Gesandte Rudolf Asmis.
Später gab es Nebenstellen in Paris und Brüssel mit der Aufgabe, die Unterlagen der dortigen Kolonialministerien auszuwerten.
Gliederung:

Ritter von Epp

Gesandter Rudolf Asmis
Hauptabteilung I: Gesandter Bielfeld, Auswärtiges Amt

Personal, Finanzen, Beschaffung, Reichskolonialinstitut
Hauptabteilung II: Gesandter Asmis, Auswärtiges Amt

Rechtswesen, Schulwesen, Gesundheit, Veterinärwesen, Landesaufnahme,
Hauptabteilung III: Bethke, Reichswirtschaftsministerium

Planung, Banken, Forstwirtschaft, Bergbau
Hauptabteilung IV: Dr.-Ing. Remy, Präsident RBD Köln

Verkehr, Straßenbau, Bauwirtschaft, Eisenbahnbau u. -betrieb, Wasser u. Hafenbau u. -betrieb, Hochbau, Maschinenwesen
darunter u. a. IV F2 Helmut Schroeter

Schienenfahrzeuge
Ab 1935 leitete der Direktor der Deutschen Bank und 80faches Aufsichtsratsmitglied Kurt Weigelt das Wirtschaftsressort. Weigelt war Sprecher einer Gruppe von am Afrikahandel interessierten Firmen, wie Banken, Metallgesellschaften, Otto-Wolff-Konzern, Gutehoffnungshütte, Friedrich Krupp AG, Otavi Minen- und Eisenbahn-Gesellschaft, AEG, Siemens, I.G. Farben, Stahlunion, Auto Union, Daimler-Benz. Seit 1936 stand Weigelt der „Deko-Gruppe“ vor, einer Gruppe kolonialwirtschaftlicher Unternehmungen.

## Koloniale Planungen
Das Amt plante ein „Mittelafrikanisches Kolonialreich“ von der Goldküste bis Südwestafrika und vom Tschadsee bis Tanganjika. In Zusammenarbeit mit der SS wurden Einsatzstäbe zur Übernahme der Kolonien der Kriegsgegner gebildet. Es wurden Entwürfe für ein Kolonialrecht erarbeitet sowie Schulungskurse für mögliche spätere Kolonialbedienstete durchgeführt. Besonders umfassend vorbereitet wurde die Rassentrennung durch ein „Kolonialblutschutzgesetz.“

## Ende
Mit der Wende im Zweiten Weltkrieg zu Gunsten der Alliierten verlor das Amt rasch an Bedeutung. Zu Beginn des Jahres 1943 wurden auf Befehl Hitlers nicht kriegswichtige Parteidienststellen, darunter auch das Kolonialpolitische Amt, geschlossen. Endgültig wurden das Reichskolonialamt und der Reichskolonialbund am 17. Februar 1943 aufgelöst. Mit dem Kontrollratsgesetz Nr. 2 (Auflösung und Liquidierung der Naziorganisationen) vom 10. Oktober 1945 wurde das Kolonialpolitische Amt durch den Alliierten Kontrollrat zusätzlich verboten und dessen Neugründung untersagt.